# ITV (Magyarország)
Az ITV egy már megszűnt, Magyarországon sugárzó számítástechnikai és videójáték-csatorna volt, amely 2001. augusztus 27-én kezdte meg sugárzását.

## Története
2000. május 2-án indult Game One néven. Minden nap 20:00-tól jelentkezett a Minimax után. A gyerekcsatorna 2000-ben történt AM-mikrós kódolásával közel egyidőben indult. A fix.tv-hez és a Fix HD-hoz hasonló csatorna volt, és ezen csatorna korábbi műsoraihoz hasonló témákkal foglalkozott. 2001. augusztus 27-én a Game One megszűnt, nevet váltott, és ekkor indult el az ITV. A csatorna 20:00-tól 22:00-ig sugározta adását, utána a MusicMax adása ment a Minimax adáskezdéséig.
2003. február 9-én a csekély érdeklődésre való tekintettel ez a csatorna is megszűnt. Helyét először 2003. szeptember 15-től az RTL Klub műsorait ismétlő M+, majd 2004. december 4-től a kezdetben animációs és élőszereplős sorozatokat és filmeket, később pedig anime-mangafilmeket és sorozatokat sugárzó A+ vette át. 2007. július 2-án az A+ is megszűnt, helyére az Animax került, ami 2014. március 31-én szűnt meg és a C8 indult el helyette. 2018. január 1-jén a C8 is megszűnt, és a Minimax azóta 24 órás.

## Műsorai
Az ITV korábban ismert műsorai:
- Gamez!
- Mosaic
- Konzol Games
- Focus
- Zene Ajánló

## Korábbi vételi lehetőségek
Műhold
- AMOS 1 (Nyugati 4 fok)
- 11,303 GHz, horizontális polarizáció
- MPEG 2/Mediaguard
- SR: 19540 FEC: 3/4 VPID: 600 APID: 601 PCR: 600

AM-Mikro
- R7 csatorna Budapest ~30 km-es körzetében